# Neoserica obesa
Neoserica obesa är en skalbaggsart som beskrevs av Louis Albert Péringuey 1892. Neoserica obesa ingår i släktet Neoserica och familjen Melolonthidae. Inga underarter finns listade i Catalogue of Life.